# Kola (poloostrov)

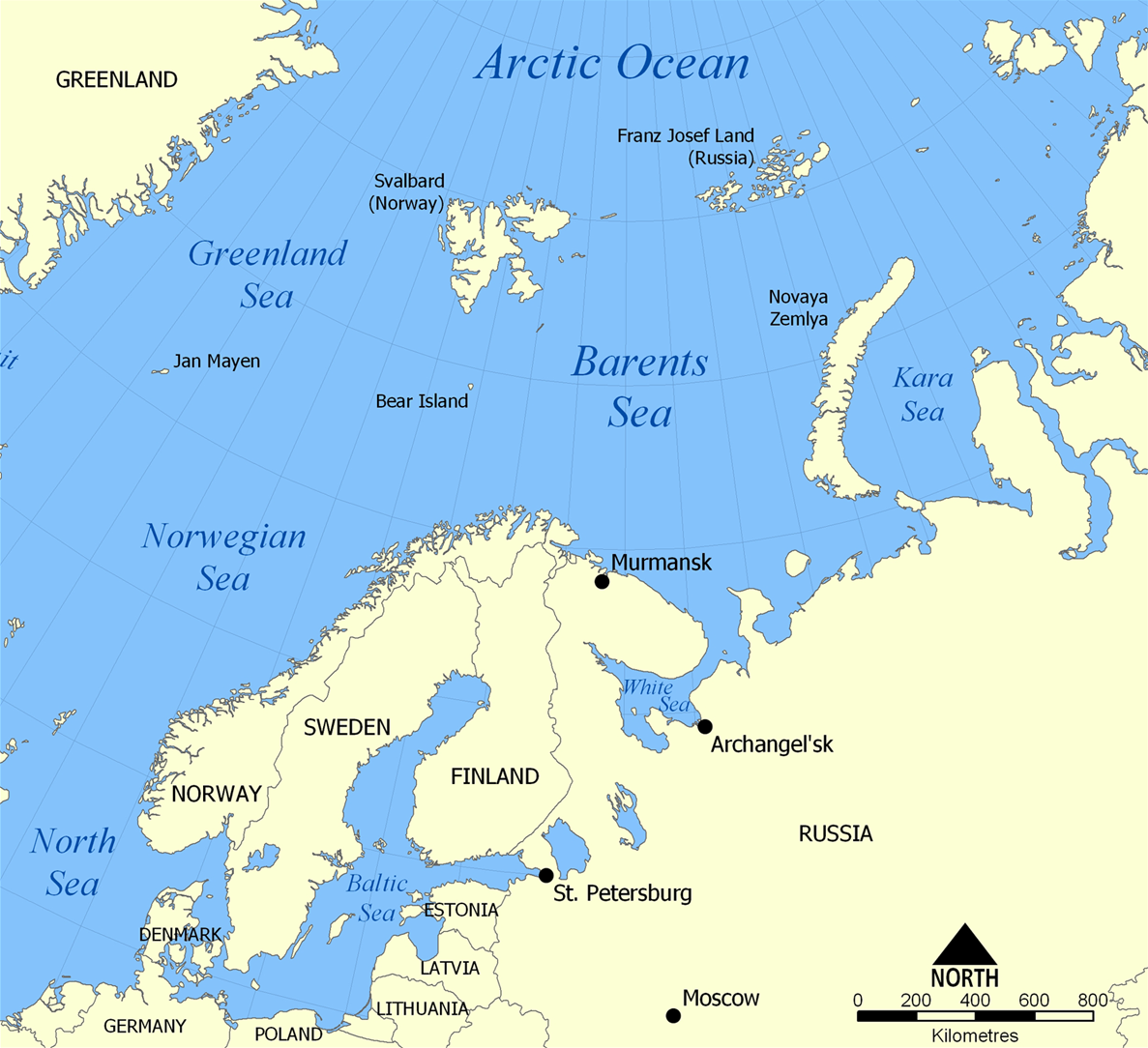
Poloha poloostrova

Kola nebo Kolský poloostrov (rusky Кольский полуостров, severosámsky Guoládat) je poloostrov na samém severozápadě Ruska: Leží na něm celá Murmanská oblast. Na severu ho omývá Barentsovo moře, na východě a jihu Bílé moře. Západní hranicí poloostrova u Finska je poledníková sníženina, která se táhne od Kolského zálivu údolím řeky Kola přes jezero Imandra a údolím řeky Nivy do Kandalakšského zálivu.

## Geografie

Murmanská oblast v Rusku

Poloostrov má rozlohu přibližně 100 000 km². Severní břeh je vysoký a srázný, zatímco jižní břeh je nízký a mírný. V západní části poloostrova se rozkládají dvě pohoří Chibiny a Lovozerské tundry (nadmořská výška do 1 120 m) a ve střední části se podél osy poloostrova táhne vysočina Kejvy (do 397 m), tvořící hlavní místní rozvodí.
Na poloostrově je mnoho prudkých řek s množstvím peřejí, které disponují velkou zásobou vodní energie. Nejvýznamnější jsou Ponoj, Varzuga, Umba (úmoří Bílého moře) a Teriberka, Voroňja, Jokanga (úmoří Barentsova moře). Z jezer jsou největší Imandra, Umbozero, Lovozero, Jenozero, Kolvické jezero, Vjalozero a Čudzjavr. Na severu je tundrové rostlinstvo, jižněji pak lesotundra a tajga (hlavně borovice a smrky). Největší město a nezamrzající přístav je Murmansk.

## Geologie
Kolský poloostrov představuje severovýchodní okraj Baltského štítu a je tvořen převážně krystalickými horninami předkambria a starších prvohor. Dá se rozdělit na čtyři části.
- Murmanský blok (pobřeží Barentsova moře) je tvořen soustavou nerostů prahor a starších starohor.
- Bělomořský blok (jihozápadní a jižní část) je tvořen bělomořskou řadou prahor.
- Granulitový pás (severozápadní část).
- Geosynklinálně lomená zóna karelid (centrální část) formovaná ve starších středních starohorách.

Na poloostrově jsou velká ložiska apatitových rud (Chibiny), hlínozemitých surovin (Kejvy), niklu (Pečenga, Mončetundra), železných rud (Olenegorskoe, imeni Kirova), slídy, keramických surovin (Ena, Rikolatva, Strelňa), titanomagnetitu, floropitu a vermikulitu (Kovdor). Byly zde nalezeny rudné indicie drahých kovů a barevných kovů a kovů vzácných zemin. Nachází se zde nejhlubší vrt na světě Kolský superhluboký vrt.

## Klima
Klima je nehledě na severní polohu přijatelně mírné vzhledem k vlivu teplého Golfského proudu. Průměrná teplota v lednu je od -8 °C (na severním břehu) do -13 °C uprostřed poloostrova a v červnu je od 8 °C (na severním břehu) do 14 °C uprostřed poloostrova.

## Kolský superhluboký vrt
V letech 1970-1994 byl na poloostrově uskutečněn nejhlubší vrt na světě.